# Vita Jakimchuk
Vita Jakimchuk född den 7 april 1980 i Kiev, Ukrainska SSR, Sovjetunionen, är en ukrainsk före detta längdåkare. Jakimchuk tävlade i världseliten mellan 1998 och 2011. Hon deltog i tre olympiska spel.